# Máquina de Carnot

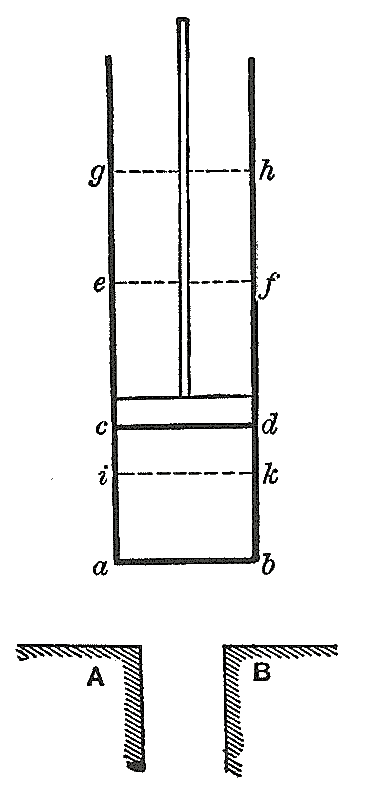
Máquina Carnot "original", diagrama de 1824.

A máquina de Carnot é uma máquina ideal que utiliza calor para realizar um trabalho. Nela há um gás sobre o qual se exerce um processo cíclico de expansão e contração entre duas temperaturas. O ciclo termodinâmico utilizado se denomina ciclo de Carnot e foi estudado por Sadi Carnot em torno de 1820.
Uma máquina de Carnot é o procedimento mais eficaz para produzir trabalho a partir de dois reservatórios térmicos.
Pode construir-se a partir de um cilindro sobre o qual corra um pistão unido a uma biela que converte o movimento linear do pistão em movimento circular. O cilindro contém uma certa quantidade de um gás ideal e a máquina funciona intercambiando calor entre duas fontes de temperaturas constantes. As transferências de calor entre as fontes e o gás se faz isotermicamente, ou seja, mantendo a temperatura constante. Esta parte do processo é, portanto, reversível. O ciclo se completa com uma expansão e uma compressão adiabáticas, ou seja, sem intercâmbio de calor, pelo que esta parte do ciclo é também reversível.

## Diagrama moderno

Diagrama da máquina de Carnot (moderno) - o calor flui de uma alta temperaturaT_{H} se transferindo por um meio fluido até um mecanismo de trabalho, e por fim chega ao reservatório de baixa temperatura T_{C}, esse calor aplicado no mecanismo o força a realizar trabalho nas redondezas do sistema, através de ciclos de contrações e expansões do fluido.

A imagem anterior mostra o diagrama de pistão e cilindro usados por Carnot no desenvolvimento de sua teoria de máquinas ideais. A figura a direita mostra um diagrama de blocos de uma máquina térmica genérica, como a própria máquina de Carnot. No diagrama, a entidade a realizar trabalho pode ser qualquer fluido ou vapor por onde um calor Q pode ser introduzido ou transmitido com a finalidade de gerar trabalho. Carnot postulou que um corpo fluido poderia ser qualquer substância capaz de realizar expansão, tal como vapor d'água, vapor de álcool, vapor de mercúrio, ar, etc.

## Teorema de Carnot
O teorema de Carnot dita: Não há máquina térmica, que operando entre dois reservatórios de calor, seja mais eficiente que a máquina de Carnot operando entre os mesmos dois reservatórios.
Essa eficiência máxima {\displaystyle \eta } é definida como:
{\displaystyle \eta ={\frac {W}{Q_{H}}}=1-{\frac {T_{C}}{T_{H}}}\quad \quad \quad \quad \quad \quad \quad \quad \quad (1)}
onde
{\displaystyle W} é o trabalho realizado pelo sistema (energia saindo em forma de trabalho),
{\displaystyle Q_{H}} é o calor aplicado no sistema (energia calórica entrando no sistema),
{\displaystyle T_{C}} é a temperatura absoluta do reservatório frio, e
{\displaystyle T_{H}} é a temperatura absoluta do reservatório quente.

## Eficiência real de motores térmicos
Carnot percebeu que na realidade não é possível construir um motor termicamente reversível, portanto motores reais são menos eficientes do que o indicado pela equação (1). Apesar disto, essa equação é perfeitamente usável para determinar a máxima eficiência possível que poderia ser esperada para um dado grupo de reservatórios térmicos.
Considere as seguintes condições,
{\displaystyle \langle T_{H}\rangle ={\frac {1}{\Delta S}}\int _{Q_{in}}TdS}
{\displaystyle \langle T_{C}\rangle ={\frac {1}{\Delta S}}\int _{Q_{out}}TdS}
onde representamos respectivamente o calor de entrada e o de saída. Substituindo TH e TC na equação (1) por <TH> e <TC> respectivamente.
Para um ciclo de Carnot, ou equivalente, <TH> é a maior temperatura disponível e <TC> a menor. Para outros ciclos menos eficientes, <TH> será menor que TH, e <TC> será maior que TC. Isso ajuda a explicar, por exemplo, o motivo de usinas que incorporam turbinas que utilizam gases em temperaturas superiores excedem a eficiência de usinas tradicionais.
De acordo com o segundo teorema, "A eficiência de uma máquina de Carnot é independente da natureza da substância utilizada."